# Oporba
Oporba je izraz kojim se u politici označavaju pojedinci, skupine i organizacije koje su iz političkih ili ideoloških razloga suprotstavljene pojedincima, skupinama i organizacijama koje predstavljaju vlast u državi.
U autoritarnim i totalitarnim političkim sustavima opozicija djeluje uglavno prikriveno.
Opozicija je sustavni dio demokratskih političkih sustava čija su osnovna načela uzimaju primjerice slobodu govora i okupljanja. 
Pod pojmom "opozicija" u demokratskim državama vezuje se i pojam lojalna opozicija.
Ovisno o tome sjede li njeni predstavnici u parlamentu neke države ili ne, opozicija se dijeli na parlamentarnu i izvanparlamentarnu. 